# St. Fiden
St. Fiden ist ein Quartier im Kreis Ost der Stadt St. Gallen. Das heutige Stadtviertel war ein Dorf der Gemeinde Tablat bis zu dessen Eingliederung in die Stadt St. Gallen 1918. Das Quartier hat mit dem benachbarten Quartier Neudorf einen gemeinsamen Quartierverein.

## Öffentlicher Verkehr und Verkehrswege
An der nördlichen Grenze des Quartiers liegt der Bahnhof St. Gallen St. Fiden, das Bahnhofsgebäude steht im Quartier selbst. Ein Teil der Gleisanlagen und die alten Güterschuppen hingegen befinden sich auf dem Gebiet des benachbarten Quartiers St. Gallen-Heiligkreuz. Der Bahnhof bietet im Rahmen von 5 S-Bahn-Linien Verbindungen zum Stadtzentrum St. Gallen und in Richtung Rorschach bzw. Romanshorn. Der Autobahnanschluss St. Gallen St. Fiden der A1 befindet sich unmittelbar westlich des Bahnhofs, und die Autobahn trennt Quartier und Bahnhof voneinander.
St. Fiden liegt an einer der Hauptverkehrsadern St. Gallens, der Rorschacher Strasse, und ist daher durch den öffentlichen Verkehr sehr gut erschlossen: Die Trolleybuslinien 1 und 2, die Autobuslinien 7, 8, 9 und 11 der Verkehrsbetriebe der Stadt St. Gallen und die Postauto-Linien 120, 121, 210, 211, 240, 241 und 242 bedienen alle das Quartier.

## Öffentliche Einrichtungen und Quartierentwicklung

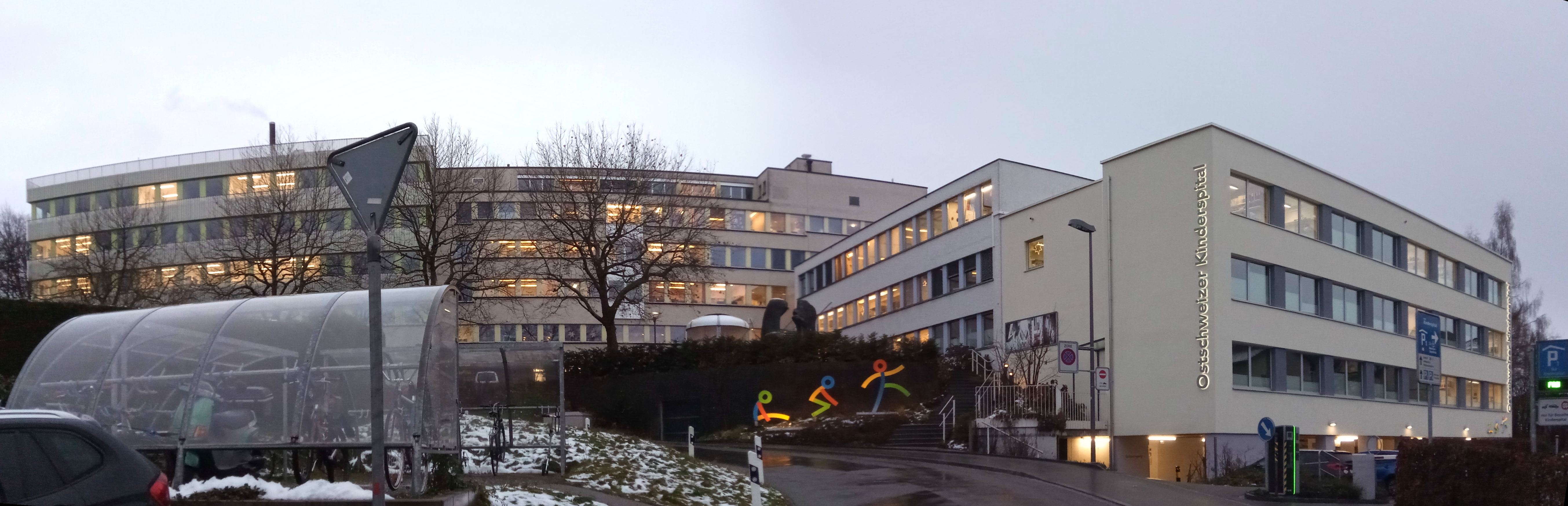
Das Ostschweizer Kinderspital

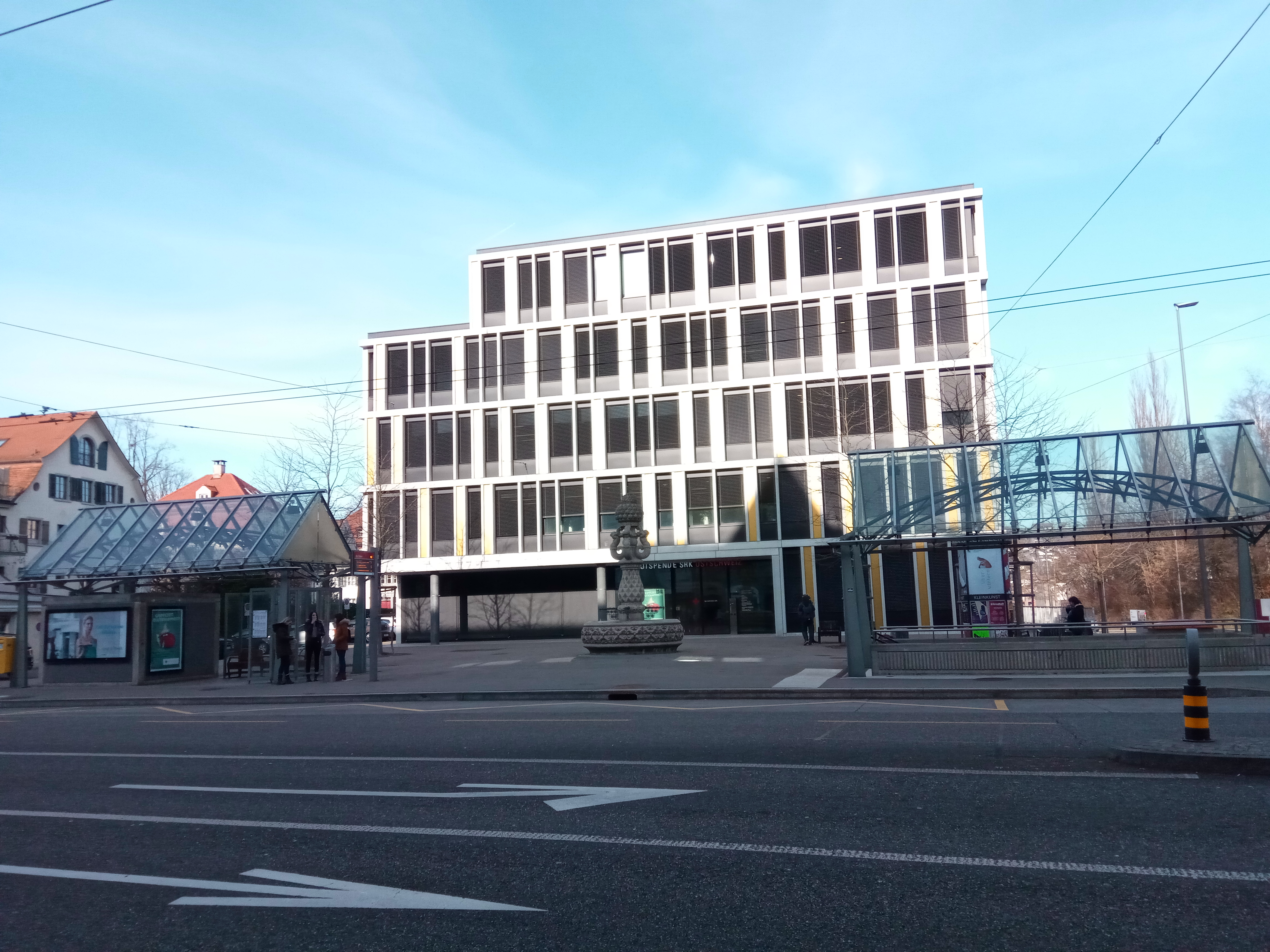
Das Blutspendezentrum St. Fiden und die Buswartehäuschen von Santiago Calatrava in St. Gallen St. Fiden

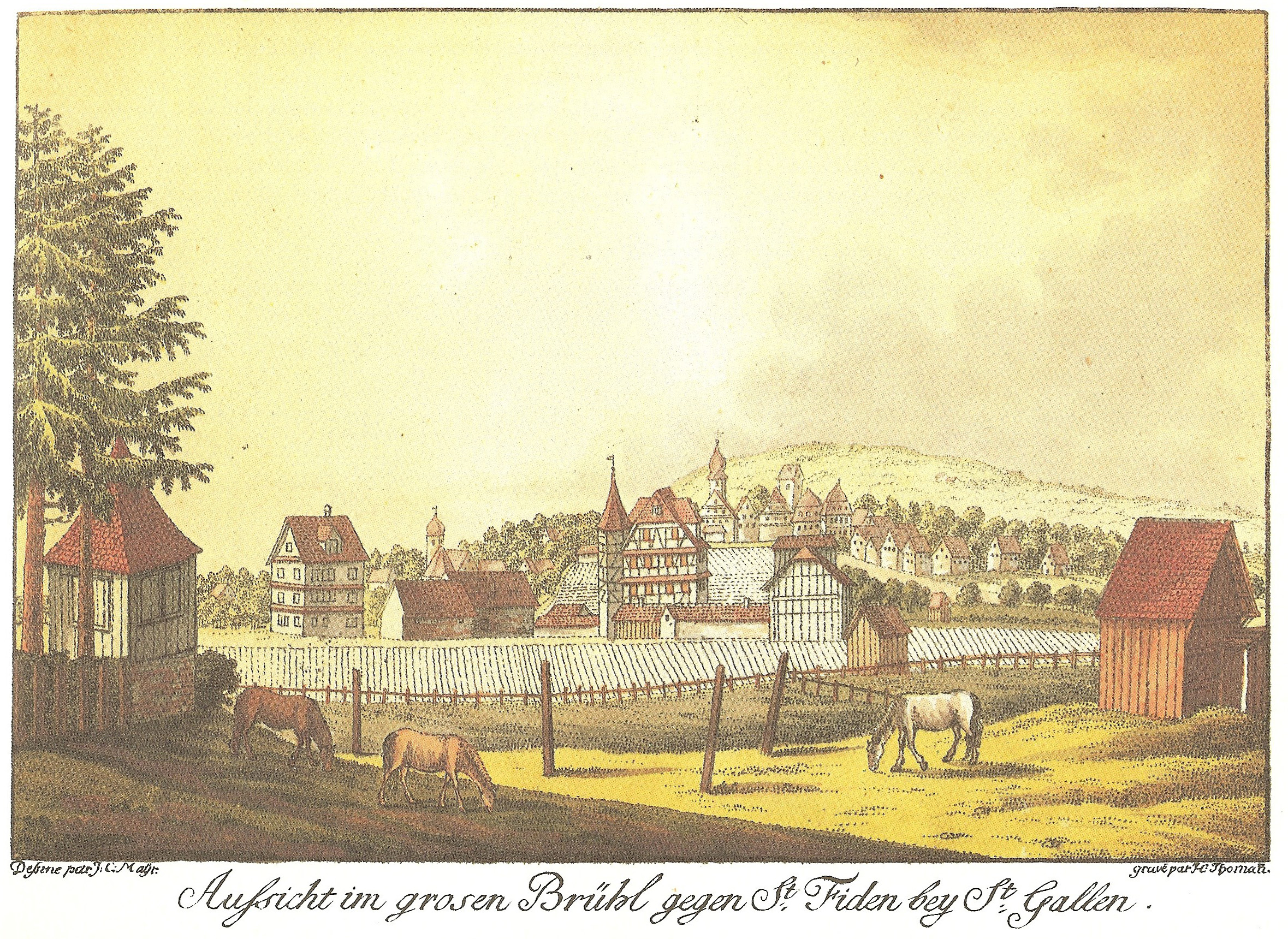
Aussicht im grossen Brühl gegen St. Fiden bei St. Gallen (1790/1795)

In St. Fiden sind mit dem Kantonsspital St. Gallen und dem Ostschweizer Kinderspital St. Gallen zwei der wichtigsten Gesundheitszentren des Kantons St. Gallen angesiedelt, wobei das Kantonsspital von 2016 bis 2021 einer Generalerneuerung unterzogen wird. Nach dem Projektabschluss soll das Kinderspital auch im Kantonsspital integriert sein. In unmittelbarer Nähe zum Kantonsspital befindet sich noch eine weitere wichtige Einrichtung der regionalen medizinischen Infrastruktur, das Blutspendezentrum des SRK.
Im Quartier gibt es 2 Primarschulhäuser: Das Schulhaus Grossacker an der Flurhofstrasse mit 400 Schülern und 5 dazu gehörenden Kindergärten und in der Nähe des Bahnhofs St. Fiden das Schulhaus Krontal mit 150 Schülern in 3 Kindergarten- und 6 Primarschulklassen.
Seit 1890 ist auch die älteste Kindertagesstätte der Stadt St. Gallen, der 'Tempelacker', im Quartier beheimatet, in dem heute eine KITA, ein Kinder-Wohnheim und eine Stelle für Physio- und Ergotherapie untergebracht sind.
Ebenfalls zu einem kleinen Teil in St. Fiden befindet sich das OLMA-Messegelände, das aber grösstenteils im Nordostquartier liegt.
Im Quartier ist auch seit 2015 das Seifenmuseum St. Gallen ansässig. Es ist das einzige Museum des Quartiers und zugleich das einzige Seifenmuseum der Schweiz.
Um den Bahnhof St. Fiden herum befinden sich nördlich (Quartier Heiligkreuz) und südlich in St. Fiden einige der letzten grossen Baulandreserven der Stadt St. Gallen. Im Dezember 2017 wurde ein Konzept für die Entwicklung des Gebietes vorgestellt, wobei mit einem Baubeginn nicht vor 2022 gerechnet wird. Ebenfalls in Diskussion ist die Überdachung des gesamten Geleisefeldes des Bahnhofs St. Fiden: diese Idee wurde 2020 wieder ernsthaft aufgegriffen, mit einer Verwirklichung wird aber nicht vor 2035 gerechnet.

## Wahrzeichen

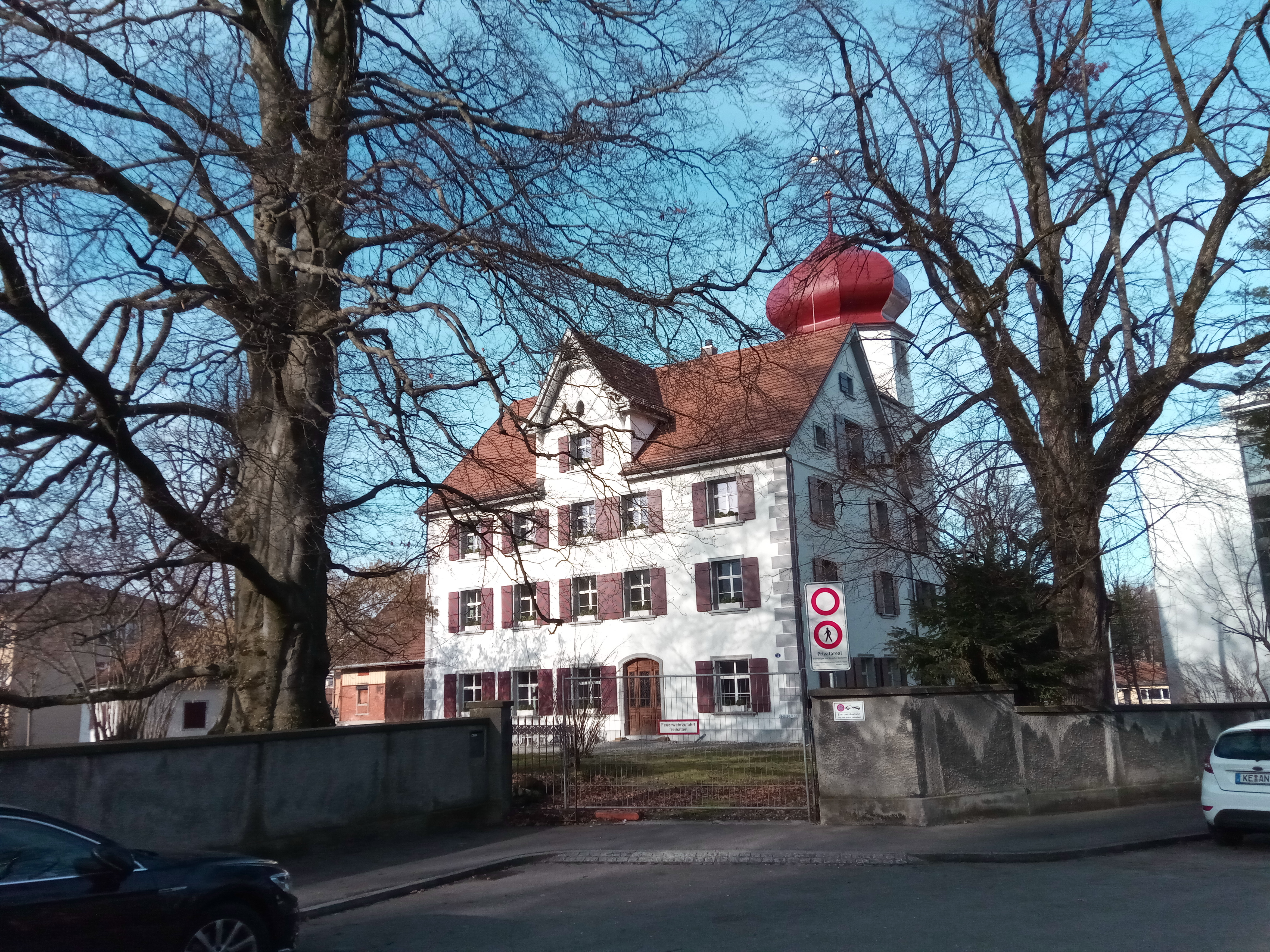
Das Schlösschen St. Fiden von Süd-Osten her gesehen

Architektonisch bemerkenswert ist das als Wahrzeichen St. Fidens geltende Einkaufszentrum Grossacker mit seinen silbrigen Fassaden und dem ovalen, so genannten Silberturm, die bei der Eröffnung im Jahr 1975 als sehr futuristisch galten und auch heute noch das Quartier prägen.
Eine architektonische Kuriosität stellen die beiden Wartehäuschen bei der Bushaltestelle St. Fiden (westwärts) dar, die 1983 als eine seiner ersten Arbeiten überhaupt vom spanisch-schweizerischen Santiago Calatrava errichtet worden sind.
Historische Bauten sind im Quartier nur wenige vorhanden. Nahe der im 18. Jahrhundert gebauten Kirche St. Fiden befindet sich das aus dem 17. Jahrhundert stammende Schlössli St. Fiden an der Greithstrasse, welches einst den weltlichen Beamten der Fürstäbte als Wohnung diente und das 2014 renoviert wurde. Es ist auf der Liste der Kulturgüter des Kantons St. Gallen aufgeführt. Auf der anderen Seite der Rorschacherstrasse befand sich früher zwischen der Scheibenacker-, Beda- und Grossackerstrasse der fürstliche Garten, ein Erholungsort für die Mönche des Klosters und die fürstäbtischen Hofbeamten.

## Persönlichkeiten
- Johann Joseph Keel (1837–1902), Politiker